# گریمور-دووندیل (کنتاکی)
گریمور-دووندیل (به انگلیسی: Graymoor-Devondale) شهری در ایالت کنتاکی کشور ایالات متحده آمریکا است که جمعیت آن در سرشماری سال ۲۰۱۰ میلادی، ۲٬۸۷۰ نفر بوده‌است.